# Strongylognathus ruzskyi
Strongylognathus ruzskyi là một loài côn trùng thuộc họ Formicidae. Đây là loài đặc hữu của Nga.